# Neoendemit
Neoendemit – młody filogenetycznie takson powstały na danym, ograniczonym w naturalny sposób obszarze (np. wyspa, góry), poza którym nie zdążył lub nie zdołał się dalej rozprzestrzenić.